# Miasta Gambii
Według danych oficjalnych pochodzących z 2013 roku Gambia posiadała ponad 30 miast o ludności przekraczającej 5 tys. mieszkańców. Stolica kraju Bandżul plasuje się dopiero na ósmym miejscu; Serrekunda jako jedyne miasto liczyło ponad 100 tys. mieszkańców; 2 miasta z ludnością 50÷100 tys.; 5 miast z ludnością 25÷50 tys. oraz reszta miast poniżej 25 tys. mieszkańców.

## Największe miasta w Gambii
Największe miasta w Gambii według liczebności mieszkańców (stan na 2013):
| L.p. | Miasto     | Okręg               | Liczba ludności |
| ---- | ---------- | ------------------- | --------------- |
| 1.   | Serrekunda | Greater Banjul Area | 362 986         |
| 2.   | Brikama    | West                | 84 608          |
| 3.   | Bakau      | Greater Banjul Area | 53 766          |
| 4.   | Lamin      | West                | 39 183          |
| 5.   | Nema Kunku | West                | 36 134          |
| 6.   | Brufut     | West                | 31 749          |
| 7.   | Sukuta     | West                | 31 674          |
| 8.   | Bandżul    | Greater Banjul Area | 31 356          |
| 9.   | Gunjur     | West                | 22 244          |
| 10.  | Farafenni  | North Bank          | 19 512          |

## Alfabetyczna lista miast w Gambii
- Abuko
- Allunhari
- Bakau
- Baja Kunda
- Bakoteh
- Bandżul
- Banjulunding
- Bansang
- Barra
- Basse Santa Su
- Bijilo
- Brikama
- Brikama Ba
- Brufut
- Busumbala
- Demba Kunda
- Essau
- Farafenni
- Faji Kunda
- Farato
- Gambissara
- Garowol
- Gunjur
- Jalambang
- Jambajeli
- Janjanbureh (Georgetown)
- Kanifeng
- Kembujeh
- Kerewan
- Kerr Seringe Ngaga
- Koina
- Kololi
- Kunkujang
- Kuntaur
- Lamin
- Madiana
- Mandinari
- Manjai Kunda
- Mansa Konko
- Nema Kunku
- New Jeshwang
- Old Jeshwang
- Pakalinding
- Sabi
- Sanchaba
- Sanyang
- Selikene
- Serrekunda
- Sifoe
- Sinchu Alagi
- Sinchu Balia
- Sinchu Sorry
- Soma
- Sukuta
- Talinding
- Tanji
- Tujereng
- Wellingara
- Yundum